# Jaap Keijzer
Jacob (Jaap) Keijzer (Volendam, 27 mei 1924 – aldaar, 12 augustus 2000) was een Nederlands voetballer. Hij speelde als doelman zijn gehele carrière voor Volendam.

## Loopbaan

### Beginjaren
Jaap Keijzer was in de jeugdjaren geen keeper maar veldspeler. Meestal speelde hij in de voorhoede als linksbuiten. Tijdens de oorlogsjaren voetbalde hij in een lager team van Volendam. Hij maakte uitgerekend in het laatste oorlogsjaar furore als doelman. De competitie lag in 1944/45 stil in Nederland. Vanwege het naderende einde van de oorlog en het tekort aan materialen, spelers en vervoersmiddelen. Als vervanging werd in Volendam een onderlinge competitie georganiseerd tussen elftallen van families, buurten en bedrijven. Deze wedstrijden trokken veel publiek. Half Volendam liep ervoor uit.
De twintigjarige Jaap Keijzer verdedigde het doel van Doolhof Boys. Dit was een elftal uit het Doolhof, het oudste deel van het centrum van Volendam. Keijzer maakte zo veel indruk dat hij doelman werd van het eerste elftal in het eerste naoorlogse seizoen 1945/46.

### Opmars
Volendam was eind jaren veertig een middenmoter in de Tweede klasse. Vanaf 1950 zette de club een opmars in en klopte op de deur van de Eerste klasse. Zowel in 1952 als 1953 pakte Keijzer met Volendam het kampioenschap. Maar in de nacompetitie liep de club telkens promotie mis. Een jaar na de invoering van het betaald voetbal werd Volendam in 1955 een profclub. De 31-jarige Keijzer was een van de oudere spelers die de overgang naar de profs meemaakte. 
Na de komst van de divisies in 1956, kwam Volendam uit in de Eerste divisie B. De club viel al snel op door verrassende resultaten in het bekertoernooi. Met Keijzer in het doel werd Ajax, koploper van de Eredivisie, uitgeschakeld (4-2) op 14 oktober 1956. Een seizoen later bereikte Volendam zelfs de finale. De Volendamse ploeg verloor de eindstrijd op 26 juni 1958 met 3-4 van Sparta in het Olympisch stadion in Amsterdam. Keijzer keepte een ongelukkige wedstrijd en ging bij twee tegentreffers niet vrijuit. Hij verklaarde niet gewend te zijn aan het spelen bij kunstlicht.

### Eredivisie
In het seizoen 1958/59 pakte Volendam het kampioenschap in de Eerste divisie. Keijzer miste in dat seizoen geen enkele minuut. Hij stond op 23 augustus 1959 aan de aftrap toen Volendam voor eigen publiek debuteerde in de Eredivisie met een 3-1 zege op DWS. Keijzer liet soms zien dat hij als veldspeler was begonnen. Dan kwam hij als vliegende keep ver buiten zijn eigen domein. Zoals thuis tegen Rapid JC op 18 oktober 1959. In de slotminuten bij een 1-1 stand rukte hij met de bal aan de voet op naar de middellijn. Daar gaf hij een diepe bal naar Harmen Veerman. De verraste Rapid-verdedigers reageerden niet waardoor Veerman de winnende treffer (2-1) kon binnenschieten.

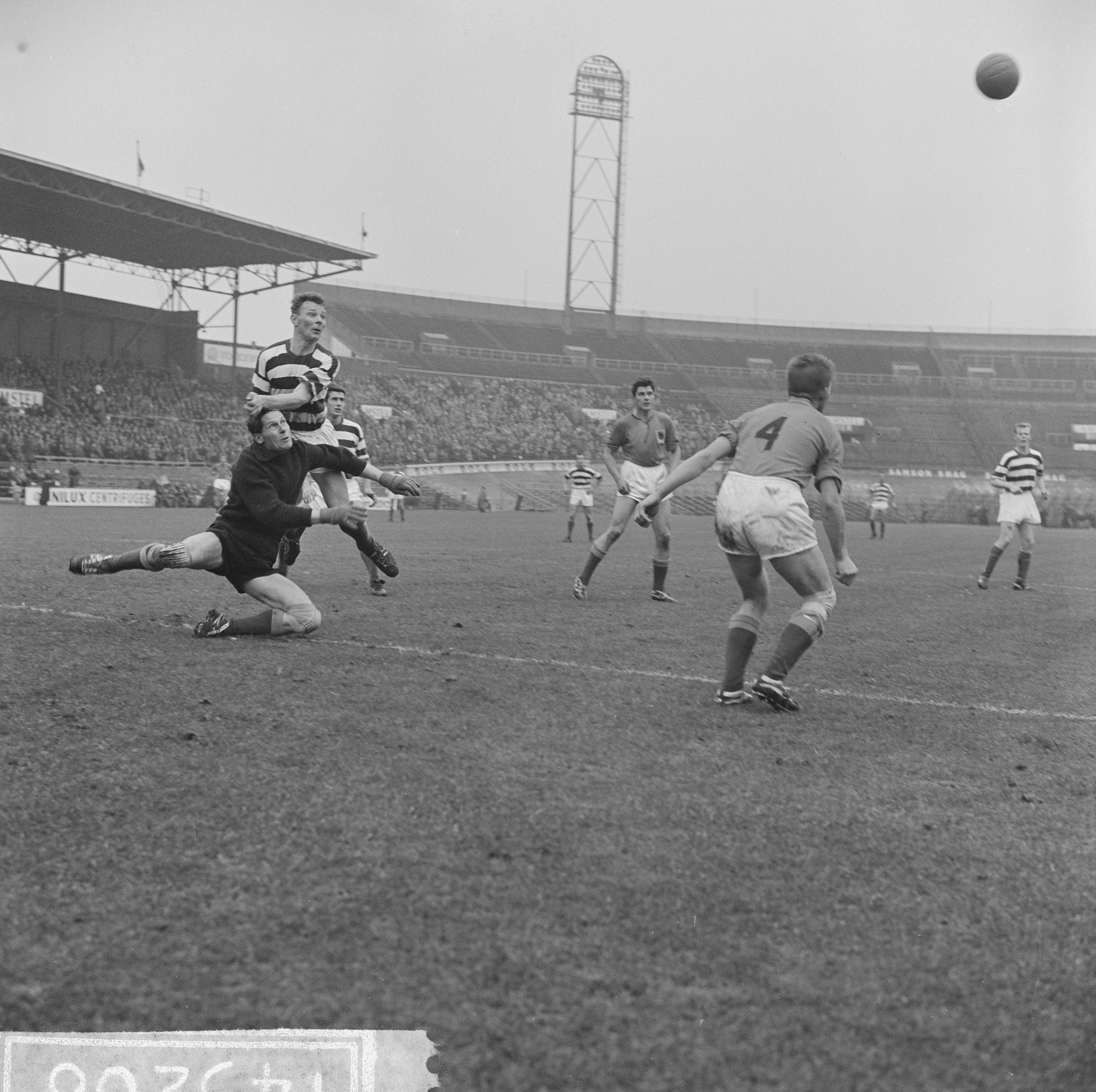
Volendam-doelman Keijzer (links) in actie tegen Blauw-Wit in zijn laatste wedstrijd (18 november 1962).

### Uit het doel
Keijzer liep in zijn lange loopbaan nooit een ernstige blessure op. Daardoor miste hij maar weinig wedstrijden. In februari 1960 verdween hij toch een tijdlang uit het Volendamse doel. De club streed tegen degradatie en Keijzer zou uit vorm zijn en zelfs willen stoppen. Reservekeeper Jan Greuter stond zeven duels onder de lat. Op 18 april 1960 keerde Keijzer toch weer terug voor de uitwedstrijd tegen koploper Ajax. Het was geen geslaagde rentree want Ajax stuurde Volendam met een 9-0 nederlaag naar huis. Volendam degradeerde maar Keijzer bleef in het seizoen 1960/61 de vaste doelman. Op 37-jarige leeftijd vierde hij op 11 juni 1961 zijn vierde titelfeest. Volendam was na een jaar weer terug in de Eredivisie. Na vijf duels stopte hij in september 1961. Veertien maanden later, op 18 november 1962 uit tegen Blauw-Wit, maakte hij eenmalig zijn heroptreden. Volendam kampte met een keepersprobleem maar Keijzer kon als 38-jarige de nederlaag (5-0) niet voorkomen. "Ik had er niet aan moeten beginnen", gaf hij toe.

### Na loopbaan
Na zijn actieve carrière werd hij trainer van het hoogste jeugdteam (A-junioren) van Volendam. De club kende in de jaren zestig enkele talentvolle lichtingen. Het hoogtepunt was het behalen van de landstitel in 1965. Het team van trainer Jaap Keijzer won de beslissingswedstrijd tegen ADO met 2-0.
Ook was hij keeperstrainer en coach van de amateurtak van Volendam.
Keijzer was werkzaam bij textielproducent Hollandia-Kattenburg, tot aan de sluiting van de vestiging in Amsterdam. Daarna werkte hij bij de plantsoenendienst van de gemeente Edam-Volendam.
Hij trad op eerste kerstdag 1956 in het huwelijk met Maartje Kras. De gebeurtenis was een dag vervroegd omdat Volendam op 26 december 1956 moest aantreden voor het bekerduel met ADO. Met Keijzer in het doel ging de wedstrijd met 3-2 verloren.
Jaap Keijzer overleed in 2000 op 76-jarige leeftijd in zijn woonplaats Volendam.

## Clubstatistieken
| Seizoen | Club     | Land      | Competitie             | Competitie | Competitie | Beker | Beker | Internationaal | Internationaal | Nacomp. | Nacomp. | Totaal | Totaal |
| Seizoen | Club     | Land      | Competitie             | Wed.       | Dlp.       | Wed.  | Dlp.  | Wed.           | Dlp.           | Wed.    | Dlp.    | Wed.   | Dlp    |
| ------- | -------- | --------- | ---------------------- | ---------- | ---------- | ----- | ----- | -------------- | -------------- | ------- | ------- | ------ | ------ |
| 1945/46 | Volendam | Nederland | Tweede klasse A West I | 20         | 0          | –     | –     | –              | –              | –       | –       | 20     | 0      |
| 1946/47 | Volendam | Nederland | Tweede klasse B West I | 20         | 0          | –     | –     | –              | –              | –       | –       | 20     | 0      |
| 1947/48 | Volendam | Nederland | Tweede klasse A West I | 20         | 0          | –     | –     | –              | –              | –       | –       | 20     | 0      |
| 1948/49 | Volendam | Nederland | Tweede klasse A West I | 20         | 0          | –     | –     | –              | –              | –       | –       | 20     | 0      |
| 1949/50 | Volendam | Nederland | Tweede klasse A West I | 18         | 0          | –     | –     | –              | –              | –       | –       | 18     | 0      |
| 1950/51 | Volendam | Nederland | Tweede klasse B West I | 18         | 1          | –     | –     | –              | –              | –       | –       | 18     | 1      |
| 1951/52 | Volendam | Nederland | Tweede klasse B West I | 19         | 0          | –     | –     | –              | –              | 4       | 0       | 23     | 0      |
| 1952/53 | Volendam | Nederland | Tweede klasse B West I | 20         | 0          | –     | –     | –              | –              | 4       | 0       | 24     | 0      |
| 1953/54 | Volendam | Nederland | Tweede klasse B West I | 18         | 0          | –     | –     | –              | –              | –       | –       | 18     | 0      |
| 1954/55 | Volendam | Nederland | Tweede klasse B West I | 20         | 0          | –     | –     | –              | –              | –       | –       | 20     | 0      |
| 1955/56 | Volendam | Nederland | Eerste klasse C        | 30         | 1          | –     | –     | –              | –              | –       | –       | 30     | 1      |
| 1956/57 | Volendam | Nederland | Eerste divisie B       | 30         | 0          | 4     | 0     | –              | –              | –       | –       | 34     | 0      |
| 1957/58 | Volendam | Nederland | Eerste divisie A       | 29         | 0          | 7     | 0     | –              | –              | –       | –       | 36     | 0      |
| 1958/59 | Volendam | Nederland | Eerste divisie A       | 30         | 0          | 4     | 0     | –              | –              | –       | –       | 34     | 0      |
| 1959/60 | Volendam | Nederland | Eredivisie             | 27         | 0          | –     | –     | –              | –              | –       | –       | 27     | 0      |
| 1960/61 | Volendam | Nederland | Eerste divisie A       | 34         | 0          | 3     | 0     | –              | –              | –       | –       | 37     | 0      |
| 1961/62 | Volendam | Nederland | Eredivisie             | 5          | 0          | 0     | 0     | –              | –              | –       | –       | 5      | 0      |
| 1962/63 | Volendam | Nederland | Eredivisie             | 1          | 0          | 0     | 0     | –              | –              | –       | –       | 1      | 0      |
| Totaal  | Totaal   | Totaal    | Totaal                 | 379        | 2          | 18    | 0     | 0              | 0              | 8       | 0       | 405    | 2      |